# Preston (Nova Escòcia)
Preston és una localitat situada al centre de Nova Escòcia, Canadà, al municipi de Halifax. El 2006 tenia 2.360 habitants entre East Preston i North Preston. Preston és coneguda per ser la població canadenca que té un percentatge més alt d'afrocanadencs, Per això és considerat una comunitat afroamericana.
A l'oest és fronterer amb la població de Cherry Brook (Nova Escòcia), a la Carretera 111 i a l'est és fronterer amb Lake Echo i Porter's Lake. Al nord hi ha North Preston i al sud fa frontera amb Lawrencetown. No hi ha cap poble que es digui estrictament "Preston". Aquest terme és utilitzat per a referir-se a les comunitats que ajunta el Districte Electoral de Preston: East Preston, North Preston i Cherry Brook.
Es creu que el nom està basat en la ciutat anglesa de Preston (Lancashire) o en Thomas Preston, un oficial de l'exèrcit britànic involucrat en la Massacre de Boston a principis de la Revolució Americana. Va ser una de les zones que la Corona britànica va concedir als lleialistes negres de les Tretze Colònies, a qui els havia promès la llibertat i a qui va reassentar a Nova Escòcia. Així, reflectint la seva història, Preston és el poble del país que té un percentatge més important d'afrocanadencs: el 69,5%.
El clergue mulat nova-escocès Richard Preston va prendre el seu cognom després que es va reunir en aquest poble amb la seva mare, que havia estat reassentada a Preston amb 2000 refugiats negres que van guanyar la llibertat durant la Guerra del 1812. Richard havia comprat la seva llibertat a Virgínia essent adult i va anar a Nova Escòcia per a trobar la seva mare. Posteriorment, va esdevenir un líder polític i religiós baptista.
Wayne Adams, el primer afrocanadenc membre de l'Assemblea de Nova Escòcia, és d'East Preston. El boxejador Kirk Johnson és de North Preston.

## Residents notables
- Wayne Adams (1943-), polític, primer afrocanadenc membre de l'Assemblea de Nova Escòcia.[5]
- Gary Beals (1982-), cantant de R&B contemporani
- Custio Cayton (1987-), boxejador.
- Kirk Johnson (1972 -), boxejador.
- Mary Jane Katzmann (1828-1890), historiadora, poeta i editora.[6]
- Dwayne Provo (1970-), polític i atleta.